# Società Sportiva Dilettantistica Sanremese Calcio
Maillots
Actualités
La Società Sportiva Dilettantistica Sanremese Calcio, plus connue comme Sanremese Calcio, est un club de football de Sanremo.
L'apogée sportif du club intervient au cours des trois saisons 1937-1938, 1938-1939 et 1939-1940 où l'équipe évolue en championnat de deuxième division. Lors de ces trois éditions, Sanremese se classe successivement 9e, 11e puis 17e et cette troisième saison se conclut par une rétrogradation en troisième division,,.

## Historique
- 1904 - Fondation du club Union Sportiva Sanremese
- 1987 - Cessation d'activité pour accumulation de dettes. Refondation comme Sanremese Football Club 1904 en Terza Categoria.
- 2008 - Cessation d'activité pour accumulation de dettes, après relégation en Excellence.
- 2009 - L'Ospedaletti-Sanremo devient le nouveau Sanremese. Victorieux du tournoi d'Excellence en 2009/2010, il est promu en Serie D. En Août 2010, il est intégré en Ligue Pro Deuxième Division.
- 2010 - Il joue en Ligue Pro Deuxième Division groupe A pour la saison 2010-11.
- 2011 - Liquidation de la société.
- 2012 - Refondation comme Association Sportiva Dilettantistica Sanremese. Il joue en Terza Categoria Savona/Imperia pour la saison 2012-2013.
- 2013 Il joue en Seconda Categoria Liguria girone AB pour la saison 2013-2014.
- 2014 Il joue en Prima Categoria Liguria girone A pour la saison 2014-2015.

## Identité du club

### Changements de noms
- 1932-1982 : Unione Sportiva Sanremese
- 1982-1987 : Sanremese Calcio
- 1987-2008 : Unione Sportiva Sanremese Calcio
- 2008-2010 : Sanremese Calcio 1904
- 2010-2011 : Unione Sportiva Sanremese Calcio 1904
- 2012-2015 : Sanremese
- 2015-2019 : Unione Sanremo
- 2019- : Sanremese Calcio

### Logo

Ancien logo

## Anciens joueurs
- Renato Lombardo
- René Raphy
- Angelo Turconi
- Giancarlo Alessandrelli
- Alessio Stamilla
- Benjamin Clément